# Skorošice
Skorošice (německy Gurschdorf) jsou obec, která se nachází v okrese Jeseník v Olomouckém kraji. Žije zde 708 obyvatel.

## Poloha
Obec Skorošice sousedí na severozápadě s obcemi Vlčice a Uhelná, na jihozápadě s Polskem (gmina Stronie Śląskie) a na východě s obcemi Lipová-lázně a Vápenná a městem Žulová. Od okresního města Jeseník je vzdálena 17 km a od krajského města Olomouc 102 km.
Geomorfologicky patří Skorošice k provincii Česká vysočina, subprovincii krkonošsko-jesenické (sudetské), na rozhraní oblasti jesenické (východosudetské) (geomorfologický celek Rychlebské hory, podcelek Hornolipovská hornatina) a oblasti Krkonošsko-jesenické (Sudetské) podhůří (geomorfologický celek Vidnavská nížina). Největších výšek dosahuje obec na jižní hranici katastru: Studený (1042 m n. m.), Kopřivník (925 m n. m.), Kovadlina (989 m n. m.), Břidličný (945 m n. m.), Pomezný (921 m n. m.), Špičák (957 m n. m.), Borůvkový vrch (859 m n. m.). V severní, rovinaté části obce je krajinně výrazný Lánský vrch (423 m n. m.) u osady Sedmlánů.
Území Skorošic patří do povodí Odry, resp. Kladské Nisy. Protéká jimi několik souběžných severovýchodně směřujících menších toků pramenících v Rychlebských horách. Nejzápadněji na katastr obce zasahuje Vojtovický potok, který zde přijímá Studený potok a pokračuje do Vojtovic. Dále je to Petrovický potok, protékající Petrovicemi a osadou Sedmlánů, poté Skorošický potok protékající Horními i Dolními Skorošicemi a nakonec nejvýchodněji Stříbrný potok, který pramení pod Stříbrným vrchem, přijímá mj. zleva Bučinský potok a Malou vodu a dále protéká Nýznerovem a Žulovou.
Území obce pokrývá z 31 % zemědělská půda (14,5 % orná půda, 15,5 % louky a pastviny) a z 63,5 % les.

## Historie
První uváděná písemná zmínka o obci z roku 1284 (pod názvem „Wsdarch“) není jistá. Pravděpodobný lokátor vsi jménem Skoroš je rovněž zmiňován dříve, v letech 1268–1271, ale v souvislosti s jinými vesnicemi. Spolehlivě se o Skorošicích hovoří až roku 1305 (tehdy se psaly „Scoronsdorph“, později též „Goransdorf“, z čehož nakonec vzniklo německé Gurschdorf). V každém případě je jejich vznik možné spojit s kolonizační aktivitou vratislavských biskupů na Jesenicku v 13. století.
V době první zmínky zde již byl značný počet polností (60 lánů), zákupní fojtství a kostel; z té doby pochází i zbytky drobného opevnění nad vsí. Zpočátku patřily přímo biskupovi, ale brzy se dostaly k panství hradu Frýdberka. To patřilo v polovině 14. století loupeživým rytířům bratřím Hynkovi a Václavovi Haugvicům, od nichž je nakonec roku 1358 vykoupil vratislavský biskup. K tomuto panství se sídlem ve Frýdberku (dnešní Žulové) pak Skorošice patřily až do konce patrimoniální správy roku 1850.
V 15. století Skorošice částečně zpustly, stejně jako řada jiných vsí v okolí, v následujícím století se však opět zalidnily a staly se největší vesnicí frýdberského panství. Vznikla zde sklárna a u ní dvůr povýšený na svobodný statek, ten však byl brzy rozparcelován.
V 16. století byli obyvatelé luteráni a roku 1599 je připomínán ženatý farář Bartholomäus Rassmann (s ohledem na jiné případy v okolí však jeho manželský stav nemuselo nutně znamenat nekatolictví). Nejpozději tehdy zde existovala i škola. Ve druhé polovině 16. století se také poprvé zmiňuje rozlišování Dolních a Horních Skorošic (Nieder Gurschdorf, Ober Gurschdorf), i když hlavní rozvoj osídlení Horních Skorošic spadá do 17. století.
Za třicetileté války trpěly Skorošice válečným pleněním, požáry a morem, zřejmě však přinejmenším kostel a fara byly poničeny méně, neboť ze zdejší farnosti byly spravovány i Žulová, Vápenná, Uhelná a Vlčice. Navíc sem bylo z Javorníku přeloženo římskokatolické arcikněžství, v té době jediné na Jesenicku. To zde zůstalo až do roku 1755, kdy z něj byly v rámci reorganizace církevní správy po rozdělení Slezska vytvořena arcikněžství na Jánském Vrchu a ve Frývaldově (Jeseníku). Naopak zdejší fojtství ztrácelo na významu, zvláště ve srovnání s majetkovým postavením fojta v některých okolních vesnicích. V roce 1713 řádil ve Skorošicích mor.
V 18. a 19. století se obyvatelstvo vedle zemědělství (specialitou bylo zdejší ovocnářství) živilo také domáckým přadláctvím. Zvláště když obchod s přízí začala po polovině 18. století provozovat podnikavá rodina Latzelů, staly se Skorošice jeho regionálním střediskem. Kromě toho zde byla významná výroba potaše (roku 1836 šest potašoven) a bělidla. Roku 1833 shořel farní kostel sv. Martina i s farou a musel být postaven nový (dokončen r. 1844). Již v 18. století se jako v jednom z prvních míst na Jesenicku objevilo později tak charakteristické kamenické zpracovávání žuly získávané z místního hadcového lomu (lom byl uzavřen roku 1978).
V meziválečném období pracovala značná část obyvatel v průmyslu v blízké Žulové. Žulu ze skorošických lomů zpracovávaly firmy z okolních obcí. V samotných Skorošicích byla pila na dřevo z místních lesů.
Po druhé světové válce o odsunu německých obyvatel se znovuosídlení Skorošic vleklo a jiné aktivity než zemědělství a lámání kamene prakticky zanikly (lihovar zrušen roku 1948). Obec poklesla na významu a má nyní jen asi třetinu předválečného počtu obyvatel.
V roce 1949 byla ke Skorošicím připojena obec Petrovice a roku 1960 obec Tomíkovice. K 1. lednu 1976 byly Skorošice i s připojenými Petrovicemi a Tomíkovicemi přičleněny k obci Žulová. 23. listopadu 1990 se opět osamostatnily, tentokrát však bez Tomíkovic.
Skorošice jsou členem a sídlem Mikroregionu Žulovsko, svazku obcí vzniklého v roce 2003. Obec je také od roku 1993 členem Sdružení měst a obcí Jesenicka (SMOJ), které tvoří obce okresu Jeseník, a od roku 1997 Euroregionu Praděd.
Osada Sedmlánů (dříve též Sedm Lánů, něm. Siebenhuben) byla založena roku 1565 rozdělením panského dvora. Nachází se na katastru Dolních Skorošic, 2,5 km severozápadně od nich, na cestě ze Žulové přes Vlčice do Javorníka. Protéká jimi Petrovický potok a nad nimi je Lánský vrch a Kaní hora. Sedmlánů mělo roku 1836 10 domů a 56 obyvatel, roku 1930 14 domů a 75 (německých a římskokatolických) obyvatel. Roku 2001 zde žilo ve 4 domech 12 obyvatel.
Jižně od (Horních) Skorošic mezi vrchy Chlum a Ostrý se nacházela osada Kamenné (též Kamenná nebo Kamenička, něm. Steingrund). Byla založena krátce před rokem 1692 jako především dřevařská ves. Přestože byla natolik chudá, že byla osvobozena od robot, vznikly zde postupně mlýn (r. 1723), kaple (r. 1816), škola (r. 1837) a potašovna. Roku 1836 zde bylo 36 vesměs dřevěných domů s 281 obyvateli, roku 1930 zde žilo 209 obyvatel – Němců a katolíků – v 44 domech. Po odsunu původních německých obyvatel po II. světové válce obec nebyla dosídlena (roku 1950 zde bylo napočteno 46 domů, ale jen 25 obyvatel) a nakonec bylo rozhodnuto o její likvidaci, kterou provedla ženijní vojska roku 1961.
Ke Skorošicím patří rovněž osada Nýznerov (dříve též Niesnersberk, něm. Niesnersberg), roztroušená v údolí Stříbrného potoka jižně od Žulové. Tato oblast se uvádí nejdříve jako Glaseberg (Skelná hora) a Glasegrund (Skelný důl), snad zde tedy existovala sklárna. Samotná osada však byla založena až roku 1785 na pozemcích rytířského fojtství ve Vápenné a nazývala se podle fojta Franze Niessnera. Osídlení se však brzy rozrostlo na území vratislavského biskupství patřící k Žulové a už roku 1811 měly obě části společné číslování. Roku 1836 zde již bylo 51 domků, 332 obyvatel a potašovna. I nadále však byl Nýznerov rozdělen (v roce 1930 měla vápenská část 52 domů a 304 obyvatel, žulovská jen 2 domy a 14 obyvatel). V roce 1949 byla část Nýznerova patřící k Vápenné (též zvaná Nýznerov 1. díl) přičleněna ke Skorošicím, před rokem 1965 pak i žulovská část (též zvaná Nýznerov 2. díl). Za první republiky zde byla postavena poměrně významná vodní elektrárna. Ve II. světové války byl v Nýznerově pracovní tábor zejména pro sovětské zajatce; je zde jejich hrob a památník. Turistickým cílem je Nýznerov především díky Nýznerovským vodopádům. Je zde rovněž soukromá obora s chovem muflonů a daňků.

### Správní vývoj
Správní příslušnost Skorošic od roku 1848
- 1848 vévodství slezské, kraj opavský, Nisské knížectví, (Skorošice, Sedmlánů, Kamenné) panství Frýdberk, (Nýznerov) statek lenního fojtství v Zigharticích
- od 1. ledna 1850 do roku 1855 vévodství slezské, politický okres Frývaldov, soudní okres Vidnava
- od roku 1855 do roku 1868 vévodství slezské, smíšený okres Vidnava
- od roku 1868 do 30. listopadu 1928 vévodství slezské / země slezská, politický okres Frývaldov, soudní okres Vidnava
- od 1. prosince 1928 do 31. ledna 1949 země moravskoslezská, politický okres Frývaldov (od 1947 Jeseník), soudní okres Vidnava
  - kromě: od 1. října 1938 do května 1945 „sudetoněmecká území“, od 15. dubna 1939 jako říšská župa Sudety / Reichsgau Sudetenland; (od 1. května 1939) vládní obvod Opava / Regierungsbezirk Troppau; (od 20. listopadu 1938) Landkreis Freiwaldau, Amtsgericht Weidenau
  - od 31. května 1945 Slezská expozitura země Moravskoslezské
- od 1. ledna 1949 do 30. června 1960 Olomoucký kraj, okres Jeseník
- od 1. července 1960 do 31. prosince 1995 Severomoravský kraj, okres Šumperk
- od 1. ledna 1996 do 31. prosince 1999 Severomoravský kraj, okres Jeseník
- od 1. ledna 2000 Olomoucký kraj, okres Jeseník

### Vývoj počtu obyvatel
Počet obyvatel Skorošic podle sčítání nebo jiných úředních záznamů:
Celá obec Skorošice
| Rok            | 1869 | 1880 | 1890 | 1900 | 1910 | 1921 | 1930 | 1950 | 1961 | 1970 | 1980 | 1991 | 2001 |
| -------------- | ---- | ---- | ---- | ---- | ---- | ---- | ---- | ---- | ---- | ---- | ---- | ---- | ---- |
| Počet obyvatel | 2941 | 2912 | 2811 | 2781 | 2691 | 2699 | 2775 | 971  | 907  | 863  | 785  | 820  | 797  |

1. ↑  z toho: 14 Čechoslováků, 2744 Němců; 2768 řím. kat., 3 evang., 4 bez vyzn.
2. ↑  z toho: 680 Čechů, Moravanů a Slezanů, 59 Slováků, 42 Němců; 273 řím. kat., 2 čsl. hus., 22 evang., 1 pravosl., 390 bez vyzn.

V obci Skorošice je evidováno 304 adres : 296 čísel popisných (trvalé objekty) a 8 čísel evidenčních (dočasné či rekreační objekty). Při sčítání lidu roku 2001 zde bylo napočteno 259 domů, z toho 217 trvale obydlených.
Část obce Skorošice (včetně Kamenného, Sedmlánů a Nýznerova)
| Rok            | 1836 | 1869 | 1880 | 1890 | 1900 | 1910 | 1921 | 1930 | 1939 | 1947 | 1950 | 1961 | 1970 | 1980 | 1991 | 2001 |
| -------------- | ---- | ---- | ---- | ---- | ---- | ---- | ---- | ---- | ---- | ---- | ---- | ---- | ---- | ---- | ---- | ---- |
| Počet obyvatel | 2177 | 2234 | 2200 | 2130 | 2099 | 2045 | 2047 | 2152 | 1957 | 758  | 857  | 766  | 716  | 684  | 740  | 732  |

1. ↑  bez Nýznerova, z toho: Skorošice 1777, Kamenné 281, Sedmlánů 59
2. ↑  z toho: 8 Čechoslováků, 2129 Němců; 2145 řím. kat., 3 evang., 4 bez vyzn.
3. ↑  z toho: Skorošice 1564 (Dolní Skorošice 873, Horní Skorošice 691), Kamenné 209, Sedmlánů 75, Nýznerov 304
4. ↑  bez Nýznerova
5. ↑  bez Nýznerova
6. ↑  z toho: Dolní Skorošice 438, Horní Skorošice 94, Kamenné 0, Sedmlánů 12, Nýznerov 188 (dolnoskorošický díl 143, hornoskorošický díl 45)

V samotných Skorošicích (s uvedenými místními částmi) je evidováno 261 adres : 254 čísla popisná (trvalé objekty) a 7 čísel evidenčních (dočasné či rekreační objekty). Při sčítání lidu roku 2001 zde bylo napočteno 224 domů, z toho 195 trvale obydlených.
Kamenné
| Rok            | 1836 | 1900 | 1921 | 1930 | 1950 | od 1961 |
| -------------- | ---- | ---- | ---- | ---- | ---- | ------- |
| Počet obyvatel | 281  | 218  | 188  | 209  | 25   | 0       |

## Církevní správa
Z hlediska římskokatolické církevní správy spadají Skorošice do farnosti Skorošice, která patří do děkanátu Jeseník diecéze ostravsko-opavské. Farnost je administrována excurrendo z Bílé Vody.
Evangeličtí věřící patří k farnímu sboru Javorník u Jeseníku. Věřící Československé církve husitské patří k náboženské obci v Jeseníku, kde se nachází rovněž farnost pro pravoslavné věřící.

## Části obce
- Skorošice (k. ú. Dolní Skorošice o výměře 930,30 ha a Horní Skorošice o výměře 2607,86 ha)
- Petrovice (k. ú. Petrovice u Skorošic o výměře 1112,98 ha)

Základní sídelní jednotky: Dolní Skorošice, Horní Skorošice, Nýznerov, Nýznerov-jih, Petrovice a Sedmlánů.

## Doprava
Skorošic se dotýká silnice I/60 z Jeseníku a Žulové směrem na Vlčic a Javorník a dále na státní hranici, odkud pokračuje jako silnice 382 do polského Pačkova. Pro dopravní napojení slouží silnice III. třídy spojující Skorošice se Žulovou, Tomíkovicemi a Vojtovicemi a směřující skrze Nýznerov na jihu do údolí Stříbrného potoka.

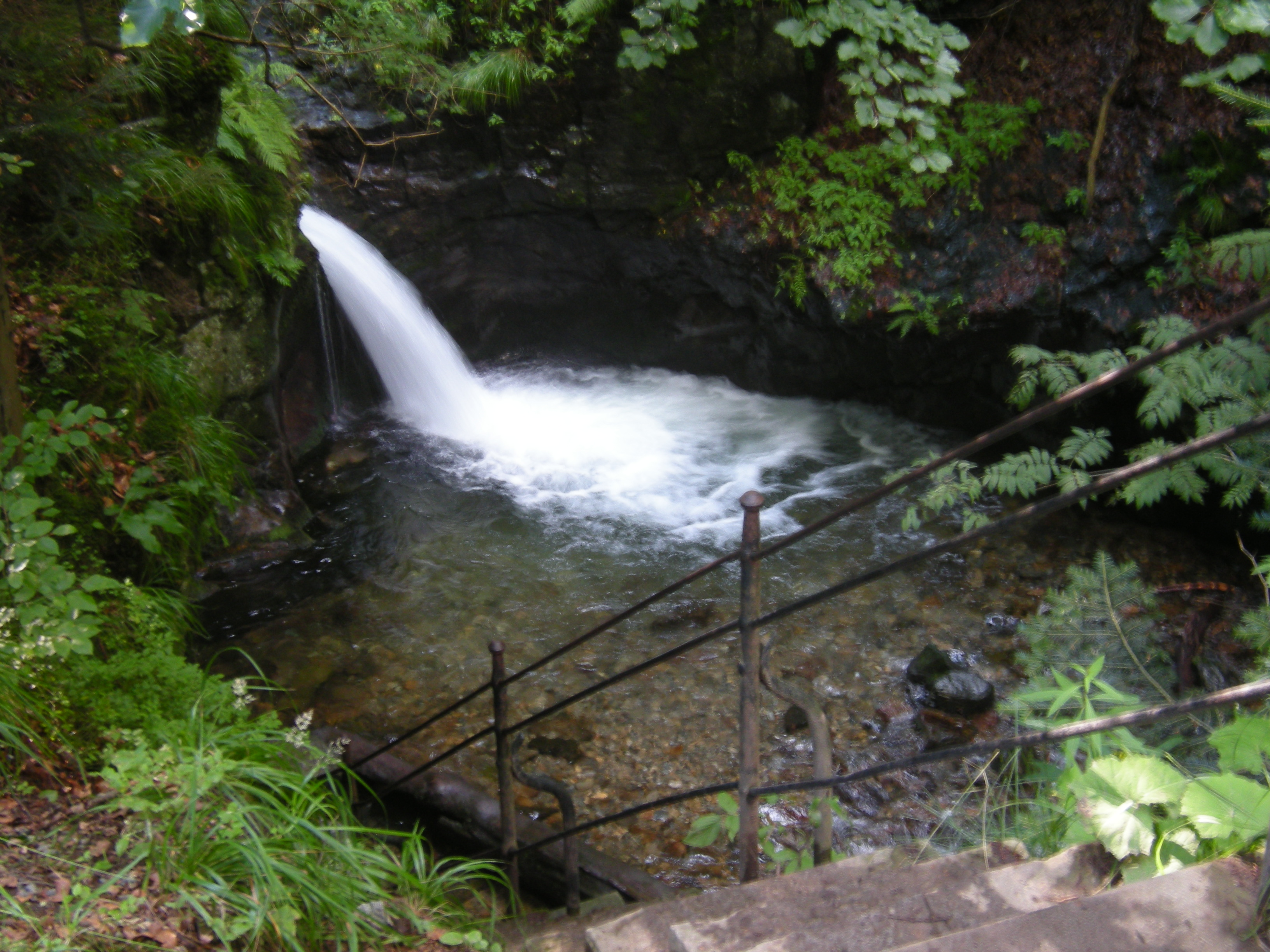
Vodopády Stříbrného potoka

## Pamětihodnosti

### Kulturní památky
- Římskokatolický farní kostel sv. Martina, pozdně empírový z let 1842–1844, zřejmě podle plánů Antona Englische (kulturní památka)[14][15]
- Starý hřbitov s kamennou ohradní zdí
- Sousoší Kalvárie na starém hřbitově, zřejmě od Cyrila Kutzera, z let 1847–1849[16]
- Rokoková socha P. Marie Immaculaty
- Barokní socha sv. Floriána z roku 1761 je kulturní památka ČR[17][18]
- Barokní socha sv. Jana Nepomuckého je kulturní památka ČR[19][20]
- Kostel (kaple) v Nýznerově

### Přírodní památky
- Přírodní památka vodopády Stříbrného potoka, též známé jako „Nýznerovské vodopády“ – kaňonovitá soutěska potoka s četnými vodopády, peřejemi a erozními i evorzními jevy[21]
- Evropsky významná lokalita Lánský vrch – dubohabřiny asociace Galio-Carpinetum

Na území Skorošic zasahuje evropsky významná lokalita Rychlebské hory – Sokolský hřbet.

## Školství
V obci se nachází mateřská škola a základní škola nižšího stupně (1.–5. ročník).

## Fotogalerie

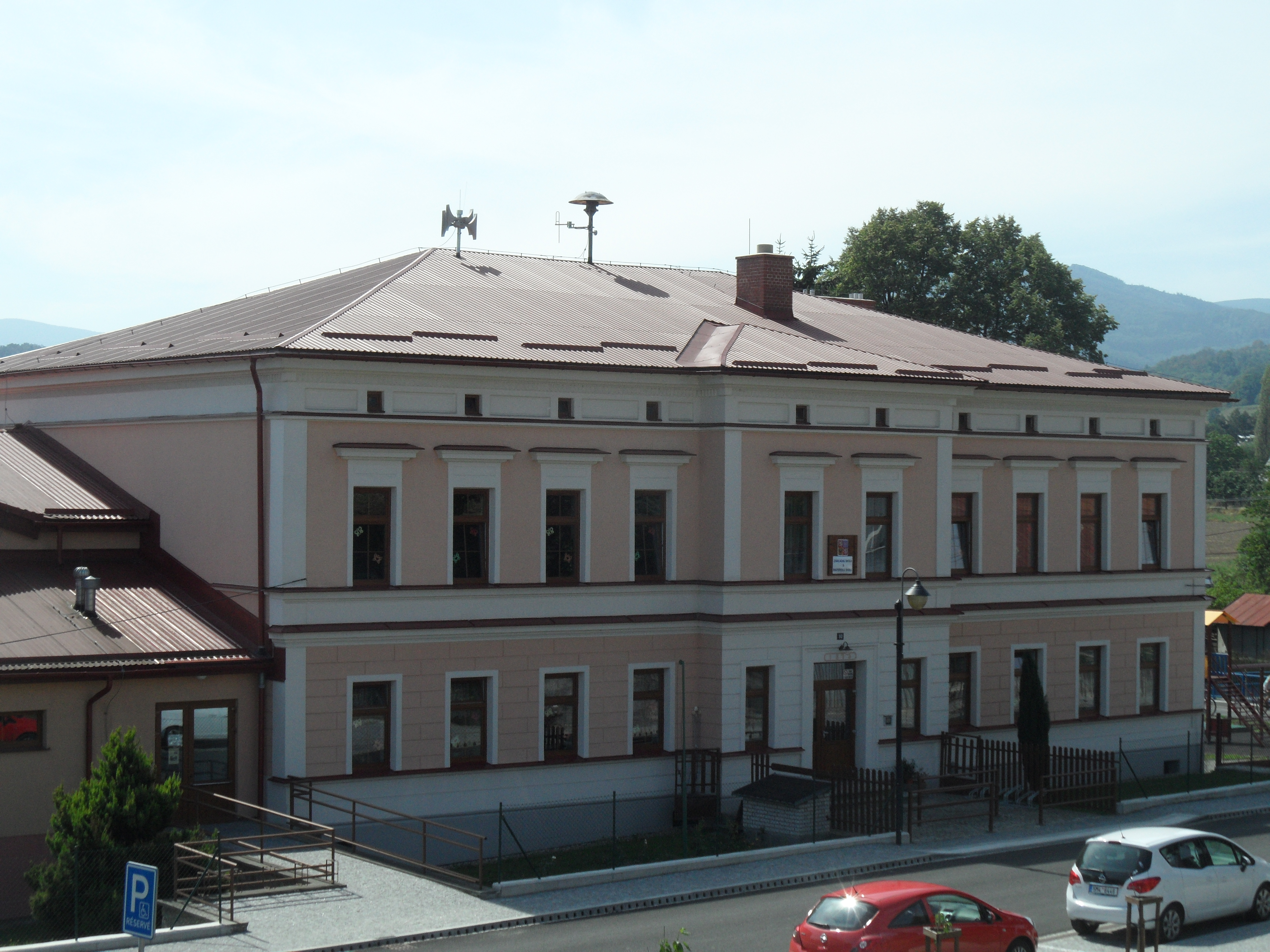
Základní a mateřská škola
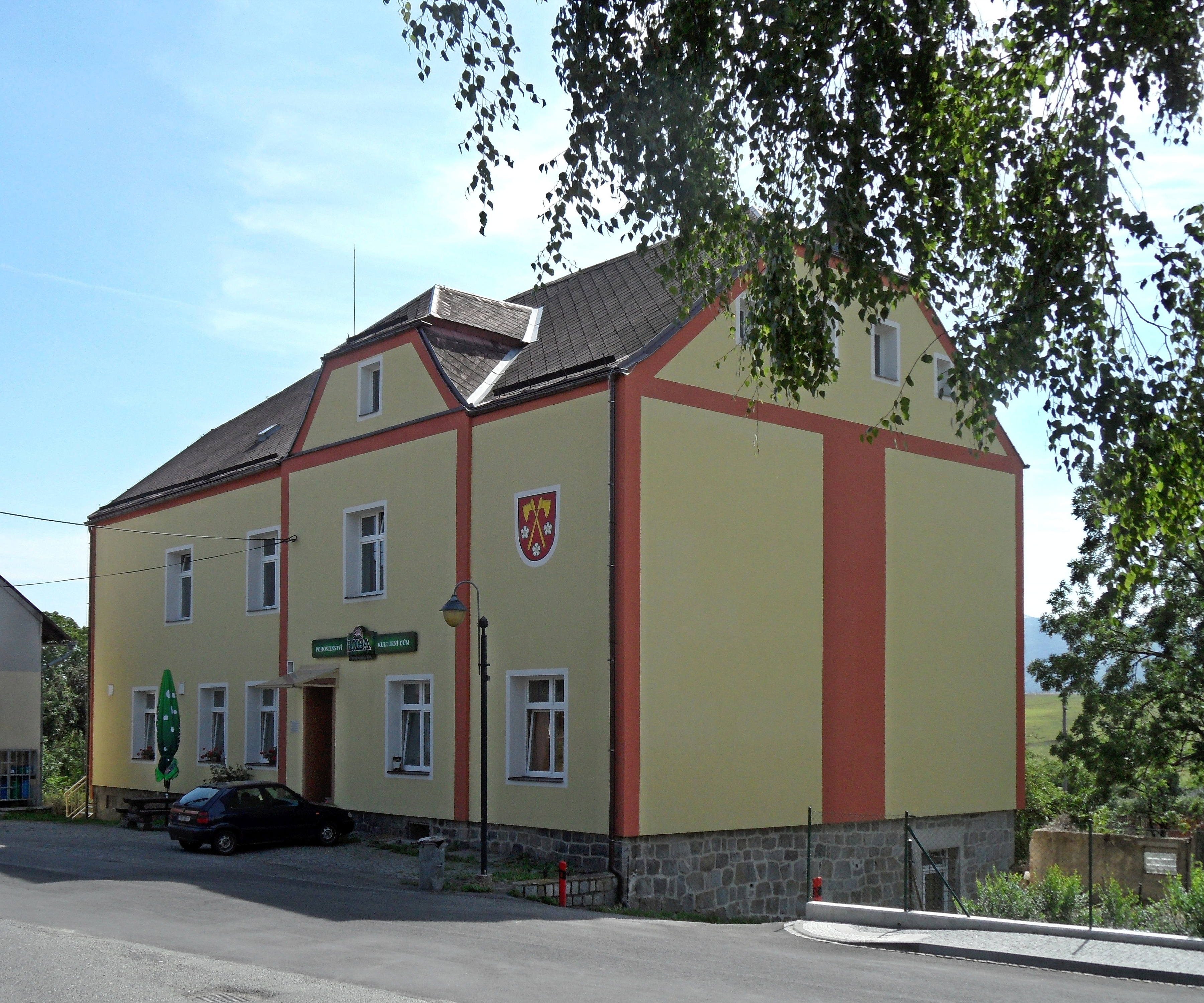
Kulturní dům a pohostinství
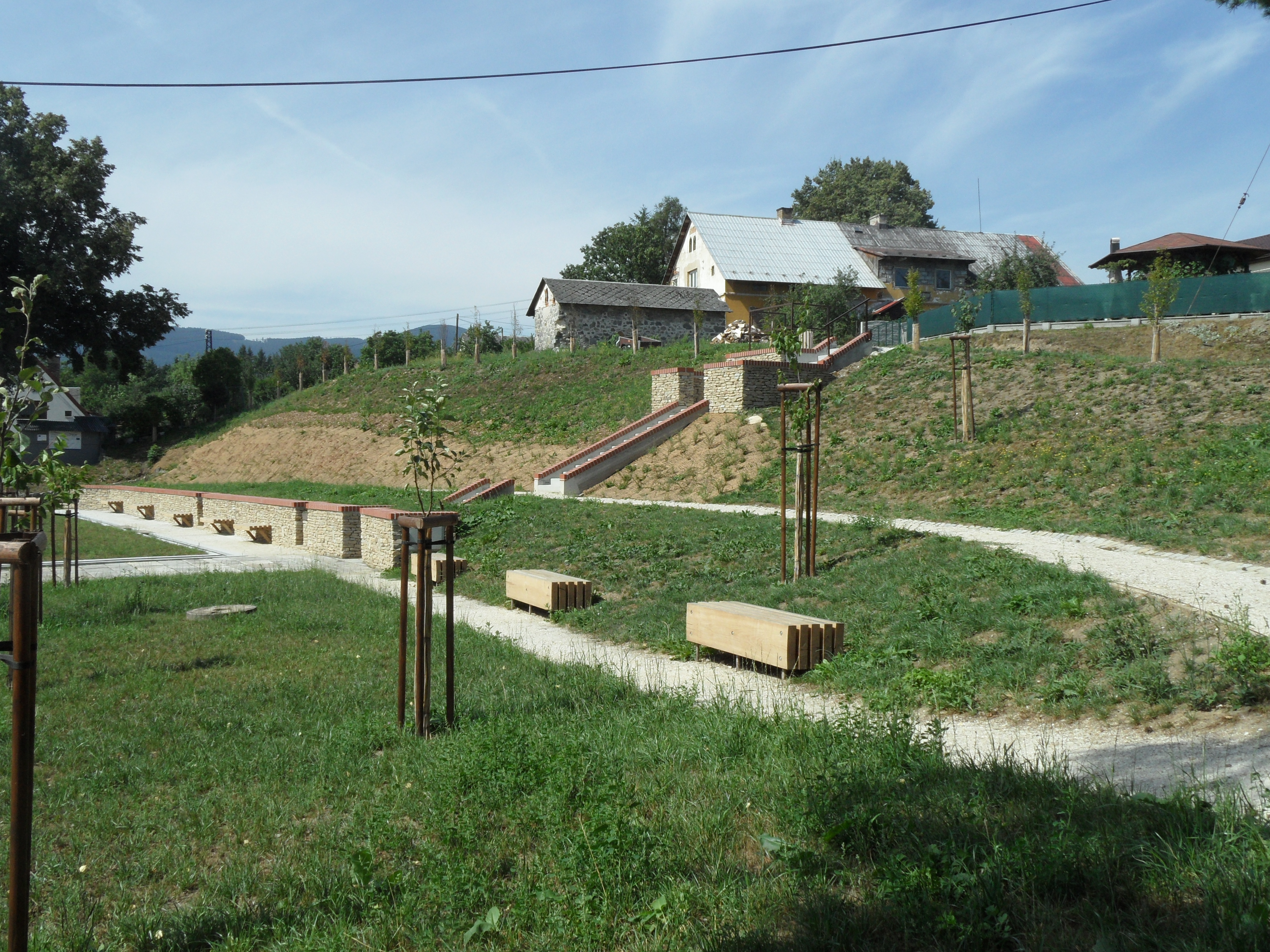
Zrekonstruovaná náves
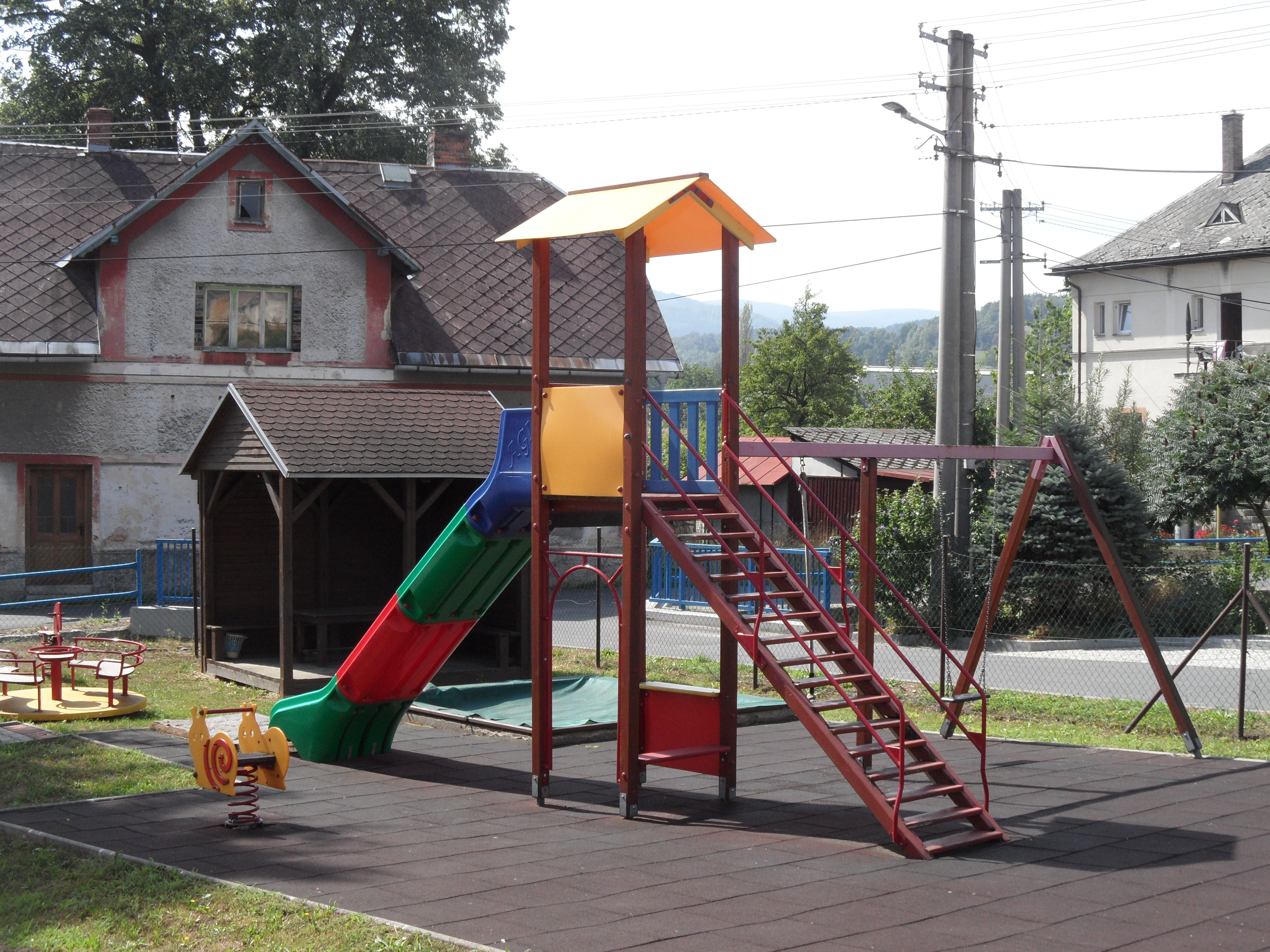
Dětské hřiště
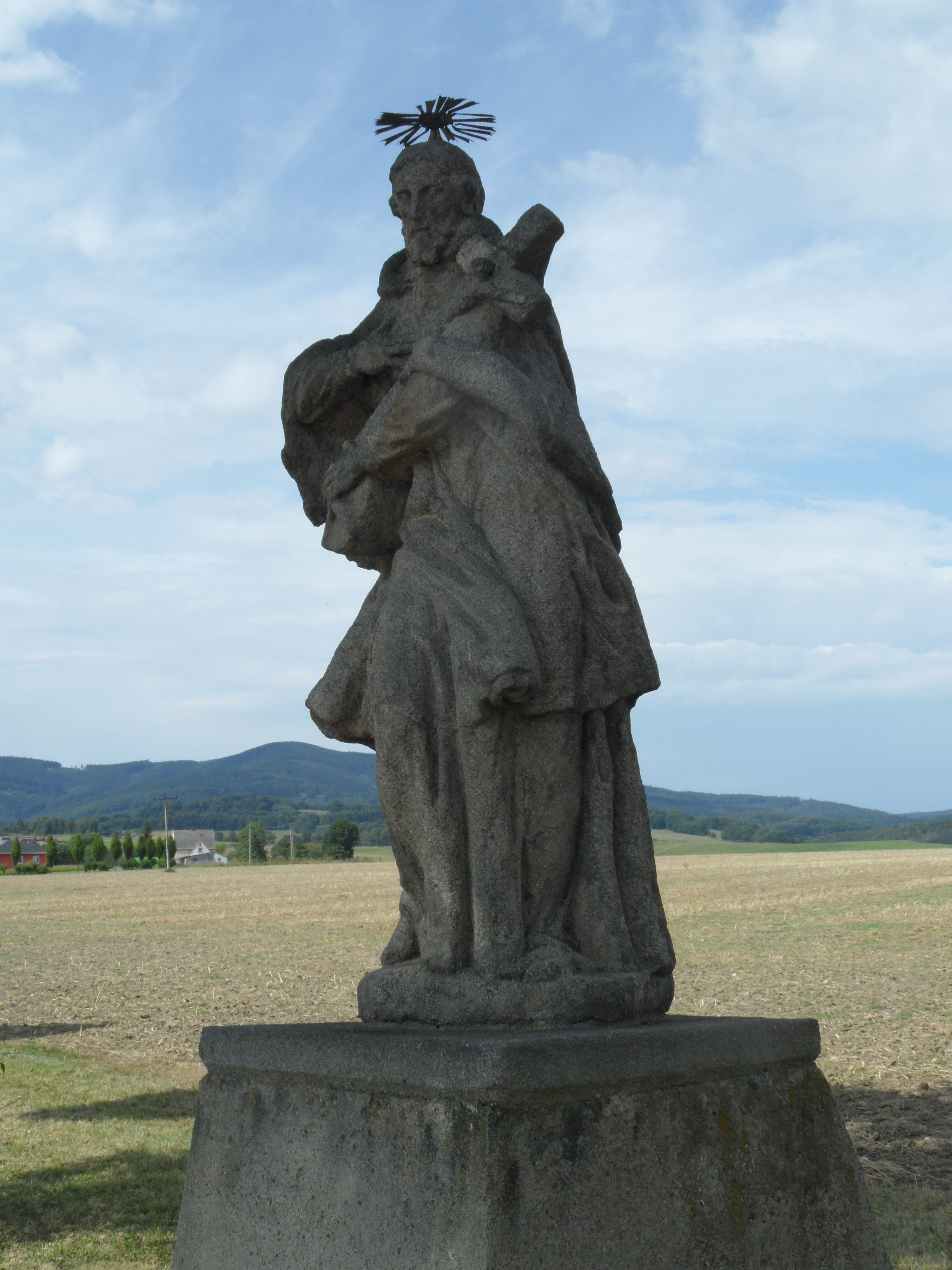
socha sv. Jana Nepomuckého